# 罗镜镇
罗镜镇，是中华人民共和国广东省云浮市罗定市下辖的一个乡镇级行政单位。

## 行政区划
罗镜镇下辖以下地区：
罗镜社区、龙甘村、水摆村、椽安村、镜西村、镜坡村、石淇湾村、塘冲村、驸台村、红光村、官渡头村、大平岗村、镜东村、龙星村、龙岩村、镜南村、云沙村、云龙村、步贺村、美河村、新星村、新中村、横桥村、新西村和新东村。